# Kuitan Nongchang
Kuitan Nongchang (kinesiska: 葵潭农场) är en administrativ enhet på sockennivå i sydöstra Kina. Den ligger i Huilai härad i staden Jieyang i provinsen Guangdong, omkring 280 kilometer öster om provinshuvudstaden Guangzhou. Antalet invånare är 3 420. Befolkningen består av 1 622 kvinnor och 1 798 män. Barn under 15 år utgör 29,0 %, vuxna 15-64 år 61 %, och äldre över 65 år 9,0 %. Enheten administrerar ett jordbruk.